# Дедусенко, Ольга Фёдоровна
Ольга Фёдоровна Дедусенко (род. 2 ноября 1958 года) — советская гандболистка, заслуженный мастер спорта СССР (1984).

## Карьера
В 1979—1985 годах выступала в составе киевского «Спартака» (тренеры И.Турчин, Л.Коган). Чемпионка Украины (1979—1985). Чемпионка Спартакиады народов СССР (1979, 1980). Трёхкратный обладатель Кубка европейских чемпионов.
С 1979 года привлекалась в сборную СССР. Чемпионка мира (1982).
Мастер спорта СССР международного класса (1979). Окончила Киевский институт физической культуры.